# Independencia (Federación)
Pour les articles homonymes, voir Independencia.
Independencia est l'une des cinq paroisses civiles de la municipalité de Federación dans l'État de Falcón au Venezuela. Sa capitale est El Tupí.

## Géographie

### Démographie
Hormis sa capitale El Tupí, la paroisse civile abrite plusieurs localités, dont :
- Danta
- El Tupí